# 盾形魮
盾形魮（学名：Barbus aspilus）為輻鰭魚綱鯉形目鯉科魮属的其中一個種，於1907年由乔治·亚伯特·布兰洁描述。該物種分布於非洲喀麥隆Nyong及Sanaga地區，體長可達13公分。

## 扩展阅读
維基物種上的相關：盾形魮